# Casa de la Procura
L'antiga Casa de la Procura és un edifici de la Morera de Montsant (Priorat) declarat bé cultural d'interès nacional.

## Història
Té el seu origen en la casa de la Procura de la Cartoixa d'Escaladei, destinada a servir d'habitatge al monjo encarregat de la cura dels conreus del monestir. L'edifici actual, començat a construir l'any 1692, només aprofitaà de les antigues edificacions un petit tram de mur situat a l'extrem NO.
Durant la desamortització del 1836 fou venuda, i entre 1850-1880 fou reformada com a residència d'un dels terratinents del poble.
L'any 2013, amb motiu de l'adequació del pis superior, s'hi va portar a terme una intervenció arqueològica. Durant aquesta no va ser trobat cap element corresponent als segles xiii-xv.

## Descripció
Es tracta d'una edificació de planta i dos pisos, amb coberta a doble vessant i bastiment de pedra reforçat als angles de la façana amb carreus. Al primer pis té disposats dos balcons que s'obren a la plaça als quals s'han d'afegir algunes obertures en disposició poc regular, les façanes Sud i Est apareixen rematades per merlets. Compta amb annexes, terrats segurament, lligats al cos principal per la part de llevant.
Segueix un estil historicista inspirat en construccions defensives de l'edat mitjana, amb elements afegits al segle xix simulant una fortificació (com ara, els merlets).